# Kmen (sociologie)

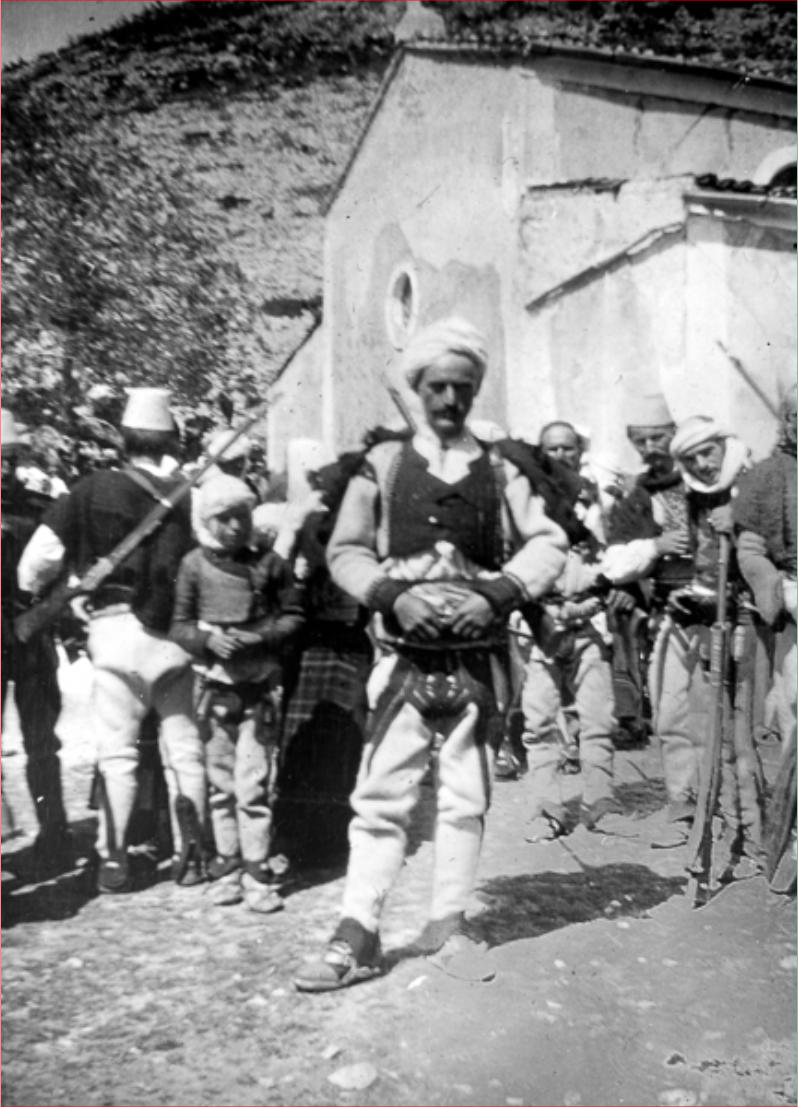
Muži kmene jmenném Škreli na svátku Svatého Mikuláše v Bžetě na území Škrelů, Albánie, 1908

Kmen jako organizační typ lidské společnosti je větší skupina lidí, složená z jednotlivých rodů a rodin, kteří cítí sounáležitost a vytvořili rozsáhlejší a stabilnější kulturní a politické instituce než tlupa nebo rod a rodina.
Kmen nemá všechny atributy standardního státu, jsou však jeho předstupněm, často v podobě kmenového svazu, sdružení více kmenů.
Společenskými institucemi jsou zejména
- Náčelník, vůdce kmenové společnosti, jehož moc je založena na principu štědrosti – tím, že svůj majetek přerozděluje vzniká ventil sociální nerovnosti (kmenová společnost je egelitářská). Jeho moc vzniká kontrolou celého procesu. Je tedy pouze navrhovatelem, nikoli náčelníkem – ve kmenové společnosti platí skupinový konsenzus. Jinak se hovoří také o jeho funkci jako primus inter pares – prvním mezi rovnými.
- Vesnická rada, skupina zástupců sdružených rodů a rodin, zpravidla dospělých mužů. Často je zde zastoupena funkce mediátora – u Nuerů je jím muž v leopardí kůži, který funguje jako nestranný navrhovatel řešení sporů, tedy ne jako soudce, ale jako prostředník. Právní systém založený na jeho instituci je pouze relativním (není psaný ani myšlený). K řešení sporů dojde až při shodě obou stran.
- Segmentární lineární organizace, u některých kmenů vznikl systém vnitrokmenových vazeb (Nuerové, Hmongové). Centrální jednotkou je rodina. Na základě agnátských vazeb (po mužské linii) se celá kmenová společnost dělí na segmenty: segment A má vlastní totožnost a identitu ve vymezení vůči segmentu B. Oba segmenty však mají společnou identitu AB ve vymezení vůči segmentu CD. Tento princip hraje důležitou roli ve společenské soudržnosti – u Nuerů[1] na jeho základě dochází k organizaci 300 000 členů tohoto etnika, bez centrální vlády. U Hmongů[2] pomáhá k udržení etnické identity, navzdory jejich životu v diaspoře. Hmongští emigranti tak udržují ekonomické a transnacionální vazby se členy svého rodového společenství po celém světě.

Pro výraz kmen se v současné době používá také výraz etnikum (národnost) nebo etnická skupina.
Příslušníci jednoho kmene obvykle sdílejí
- jazyk,
- náboženské rituály, udržované šamany,
- jednotný systém hierarchie a autorit (náčelníků, kmenových starších apod.).

Žádný z těchto atributů však není zcela nezbytný, jak ukázal Morton Fried ve své práci The Notion of Tribe (Teorie kmene, 1972).
Předpokladem vzniku kmene je reálná, byť ne úplná, soběstačnost takové větší skupiny lidí a důvodem je potřeba koordinace dělby práce a spotřeby bohatství (hodnot, produktů).
V některých oblastech kmenové uspořádání dosud dominuje.